# Industria fonográfica
La industria fonográfica es el conjunto de las empresas especializadas en grabación y distribución de medios sonoros, sea en formato de CD, casetes, LP y vinilos, o en formatos de sonido digital como el MP3. Aunque no exclusivamente, la mayoría de los sonidos grabados y comercializados por estas empresas son de música — tanto instrumental o cantada. Antiguamente, eran más comunes los discos tipo "discurso".[cita requerida]
Cada unidad de producto — grabación de música, o habla, o efecto sonoro — de las discográficas se llama fonograma y es identificado por un código único universal.
Las mayores discográficas del mundo (las tres grandes) son Universal Music Group, Sony Music Entertainment, Warner Music Group, .. y Disney Music Group. 